# Jan Raas
Jan Raas (født 8. november 1952 i Heinkenszand) er en tidligere hollandsk professionel cykelrytter.
Han tog 115 sejre, blandt andet verdensmesterskabet i 1979, tre af monumenterne; Flandern Rundt i 1979 og 1983, Paris-Roubaix i 1982 og Milano-Sanremo i 1977, fem sejre i Amstel Gold Race og ti etapesejre i Tour de France.

## Vigtige sejre
- Hollandsk mesterskab i landevejscykling 1976, 1983, 1984
- Amstel Gold Race 1977, 1978, 1979, 1980, 1982
- Milano-Sanremo 1977
- Tour de France etapesejre 1977 (1), 1978 (3), 1979 (1), 1980 (3), 1982 (1), 1984 (1)
- Paris-Bruxelles 1978
- VM i landevejscykling 1979
- Flandern Rundt 1979, 1983
- Holland Rundt 1979
- E3 Prijs Vlaanderen 1979, 1980, 1981
- Gent-Wevelgem 1981
- Omloop "Het Volk" 1981
- Paris-Roubaix 1982
- Paris-Tours 1978, 1981
- Étoile de Bessèges 1981